# Хари Стек Саливан
Хари Стек Саливан (енгл. Harry Stack Sullivan; Норвич, 21. фебруар 1892 — Париз, 14. јануар 1949) био је амерички неофројдовски психијатар и психоаналитичар који је сматрао да личност никада не може бити изолована од сложених међуљудских односа у којој особа живи и да је поље психијатрије, поље међуљудских односа, под било којим и свим околностима у којима постоје. Након анализе Сигмунда Фројда, Адолфа Мајера и Вилијама Алансона Вајта, посветио је године клиничког и истраживачког рада помагању људима са психотичним болестима.
Интерперсонална психоанализа је заснована на његовим теоријама и веровању да детаљи пацијентове међуљудске интеракције са другима могу пружити увид у узроке и лекове душевних болести. Заједно са осталим неофројдовцима интерперсоналне психоанализе, као што су Карен Хорнај, Ерих Фром, Клара Томпсон и Фрида Фром Рајхман, одрекао се Фројдове теорије.